# Protais Zigiranyirazo
Protais Zigiranyirazo (nascut el 2 de febrer de 1938) més conegut com a Monsieur Zed ("Mr. Z") és un empresari i polític de Ruanda. És l'exgovernador de la prefectura de Ruhengeri al nord-oest de Ruanda. També ha estat acusat de col·laborar en el genocidi ruandès i l'assassinat de Dian Fossey el 1985.
Entre 1974 i 1989, Zigiranyirazo va ser governador de Ruhengeri. D'ètnia hutu, estava ben connectat amb l'establiment hutu de polítics, empresaris i oficials militars que controlaven Ruanda: és germà de Agathe Kanziga, esposa del recent president de Ruanda Juvénal Habyarimana, l'assassinat del qual el 6 d'abril de 1994 va precipitar els esdeveniments que van conduir al genocidi.
El 1989 va renunciar a la seva condició de prefecte per estudiar a la Universitat de Québec a Montréal (UQAM). Va ser expulsat de la UQAM i de Canadà el 1993 després de ser condemnat per proferir amenaces de mort contra dos refugiats tutsis a Montréal, que "l'acusaven de participar en la planificació de massacres ètniques".

## Al·legacions de genocidi
Zigiranyirazo va tornar a Ruanda després de la seva expulsió de Canadà. L'Oficina del Fiscal del Tribunal Penal Internacional per a Ruanda (TPIR) l'ha acusat de cometre diversos delictes durant els mesos del genocidi el 1994. Concretament, el TPIR al·lega que Zigiranyirazo "va ordenar o autoritzar els bloquejos de circulació organitzats en proximitat directa a cadascuna de les seves tres residències ... coneixent i pretenent que s'utilitzarien en la campanya d'extermini i matança".
Més endavant, "Protais Zigiranyirazo va instruir als homes a la carretera perquè matessin a tots els [tutsi] que intentaven passar. Poc després, i de manera contínua, els soldats i Interahamwe van matar a diverses persones en les seves llars i assassinaren persones identificades com tutsis que intentaven passar per la carretera".

## Detencions i aparicions judicials
Des de llavors, després de 1994 fins a juliol de 2001, Zigiranyirazo va residir a Nairobi, Kenya. El 21 de juliol de 2001 va ser arrestat en un aeroport de Brussel·les i va sol·licitar asil a Bèlgica. El 4 d'octubre de 2001, el govern belga el va lliurar al TPIR.
En la seva compareixença davant el tribunal l'octubre de 2001, va ser acusat de dos crims contra la humanitat. L'acusació contra ell, però, va ser modificada en espera de la seva segona aparició el 25 de novembre de 2003. L'acusació modificada l'acusava de cometre genocidi contra tutsis entre abril i juliol de 1994 a Kigali i Gisenyi. La Sala de Primera Instància III, integrada pels jutges Inés Mónica Weinberg de Roca, Khalida Rachid Khan i Lee Gacuiga Muthoga, va declarar culpable Protais Zigiranyirazo de genocidi i extermini com a crim contra la humanitat i el va condemnar a 20 anys de presó. Se li va concedir crèdit pel temps passat a la presó. El veredicte va ser anul·lat per la Cambra d'Apel·lacions del TPIR que el va absoldre de tots els càrrecs el 16 de novembre de 2009, ordenant el seu alliberament immediat i citant que el tribunal ha comès errors greus en la sentència inicial.
L'absolució de Zigiranyzozo, que es va basar en part en el fet que no es va trobar que hagués participat en la "planificació del genocidi", ha estat criticada per donar credibilitat a la negació que el genocidi ruandès va ser planificat pels seus autors.
Segons els registres, Protais Zigiranyirazo va dimitir i va abandonar la política el 1989 i des d'aleshores mai no ha participat en activitats polítiques, cosa que ha influït en la decisió d'absolució.